# De ontvoering van Europa (Titiaan)
De ontvoering van Europa (Italiaans: Il ratto di Europa) is een schilderij van Titiaan uit de periode 1560-62. Sinds 1896 maakt het deel uit van de collectie van het Isabella Stewart Gardner Museum in Boston.

## Herkomst
Tijdens het laatste deel van zijn carrière schilderde Titiaan een aantal grote schilderijen met erotische thema's uit de klassieke mythologie voor Filips II van Spanje. De Ontvoering van Europa was het laatste werk van de reeks dat in Spanje aankwam. Het hing in verschillende vertrekken van de Koninklijk Alcazar van Madrid. In 1704 gaf Filips V van Spanje drie werken uit de serie, De ontvoering van Europa, Diana en Callisto en Diana en Actaeon, aan de Franse ambassadeur, de hertog van Gramont, die ze niet veel later op zijn beurt schonk aan Filips van Orléans, regent van Frankrijk van 1715 tot 1723. 
Tot de Franse revolutie bevond De ontvoering van Europa zich in de Orleans-verzameling in het Palais-Royal in Parijs. Hierna kreeg het twee adellijke eigenaars in Engeland, voor het in 1896 werd gekocht voor 20.000 pond door Bernard Berenson in opdracht van kunstverzamelaar Isabella Stewart Gardner. Het was het eerste schilderij van Titiaan dat in de Verenigde Staten terechtkwam. De nieuwe eigenaar was verrukt over haar aankoop. "I am back here tonight ... after a two days' orgy. The orgy was drinking myself drunk with Europa and then sitting for hours in my Italian Garden at Brookline, thinking and dreaming about her." Het schilderij werd niet gestolen tijdens de grote kunstroof uit het Isabella Stewart Gardner Museum in 1990, ondanks dat het op dat moment het duurste schilderij in Boston was.

## Voorstelling
Het schilderij laat een episode uit de Griekse mythologie zien: Zeus verandert zichzelf in een witte stier en probeert zo de Fenicische prinses Europa te veroveren. Hij mengt zich in een kudde, op het schilderij links te zien, en doet alsof hij tam is. De list werkt en Europa versiert de stier zelfs met bloemen. Als hij erin slaagt haar op zijn rug te krijgen, werpt de stier zichzelf in zee en ontvoert de prinses naar Kreta, waar hij zijn ware identiteit aan haar onthult. Europa wordt de eerste koningin van Kreta en krijgt drie kinderen bij Zeus.
Hoewel de bekendste versie van de mythe is opgenomen in het tweede boek van Ovidius' Metamorfosen, was de tweede-eeuwse roman Leukippe en Kleitophon van Achilles Tatius, waarschijnlijk de belangrijkste inspiratiebron voor Titiaan. De roman werd in 1546 voor het eerst in het Italiaans vertaald en werd gedrukt in Venetië, een paar jaar voordat Titiaan De ontvoering van Europa schilderde. De beschrijving in deze roman van dolfijnen, van een cupido, van Europa's kleding en van haar houding op de rug van de stier vindt weerklank in het schilderij van Titiaan. Tot dan toe, en zelfs later, zoals bijvoorbeeld te zien is in de versie van Rembrandt, zat Europa altijd zijdelings op het dier, terwijl ze zich hier nauwelijks op de rug van de stier kan vasthouden.
Titiaan toont een dramatische visie op de mythe: Europa, met haar rommelige kleren en doodsbange uitdrukking, kronkelt terwijl ze probeert aan het beest te ontsnappen. De positie van het meisje en haar kleding geven een sterk idee van dynamiek. Met haar rode, zijden sjaal zwaait ze om de aandacht te trekken van haar metgezellen die angstig hun armen opsteken op het strand. Naast haar zwemt een vis met monsterlijke stekels op zijn rug. Europa kijkt ook naar twee cupido's gewapend met pijl en boog, terwijl een andere cupido linksonder op een vis zit in een houding die lijkt op die van de prinses.
Rond 1628 maakte Rubens tijdens zijn verblijf in Madrid een kopie van Titiaans schilderij. Het werk van Rubens onderscheidt zich van dat van Titiaan door de koelere kleuren en de scherper gedefinieerde vormen.

## Afbeeldingen

De ontvoering van Europa - Rembrandt
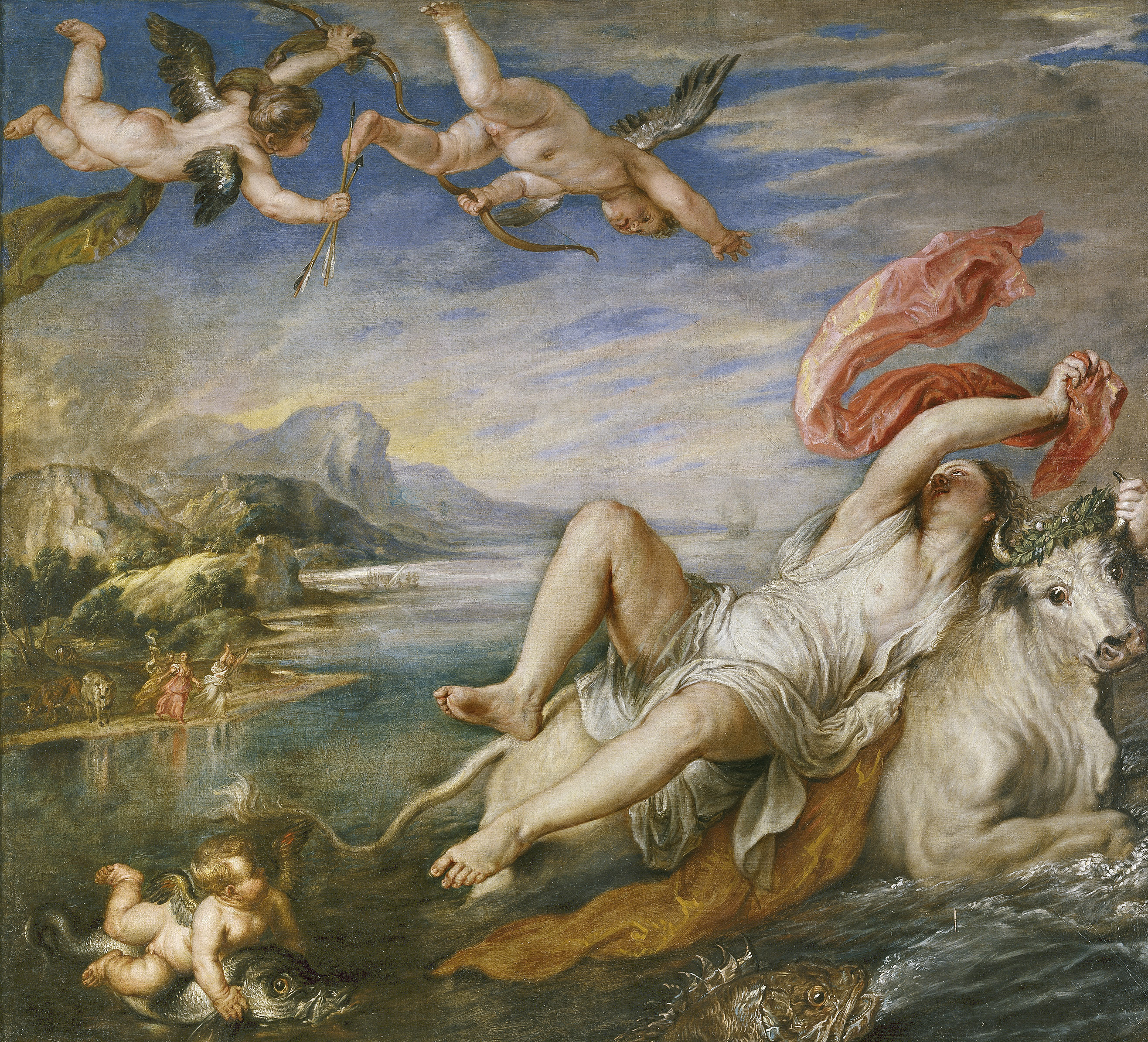
Kopie van Rubens